# Torenia siamensis
Torenia siamensis är en tvåhjärtbladig växtart som beskrevs av T. Yamazaki. Torenia siamensis ingår i släktet Torenia och familjen Linderniaceae. Inga underarter finns listade i Catalogue of Life.